# Meierei Krieau

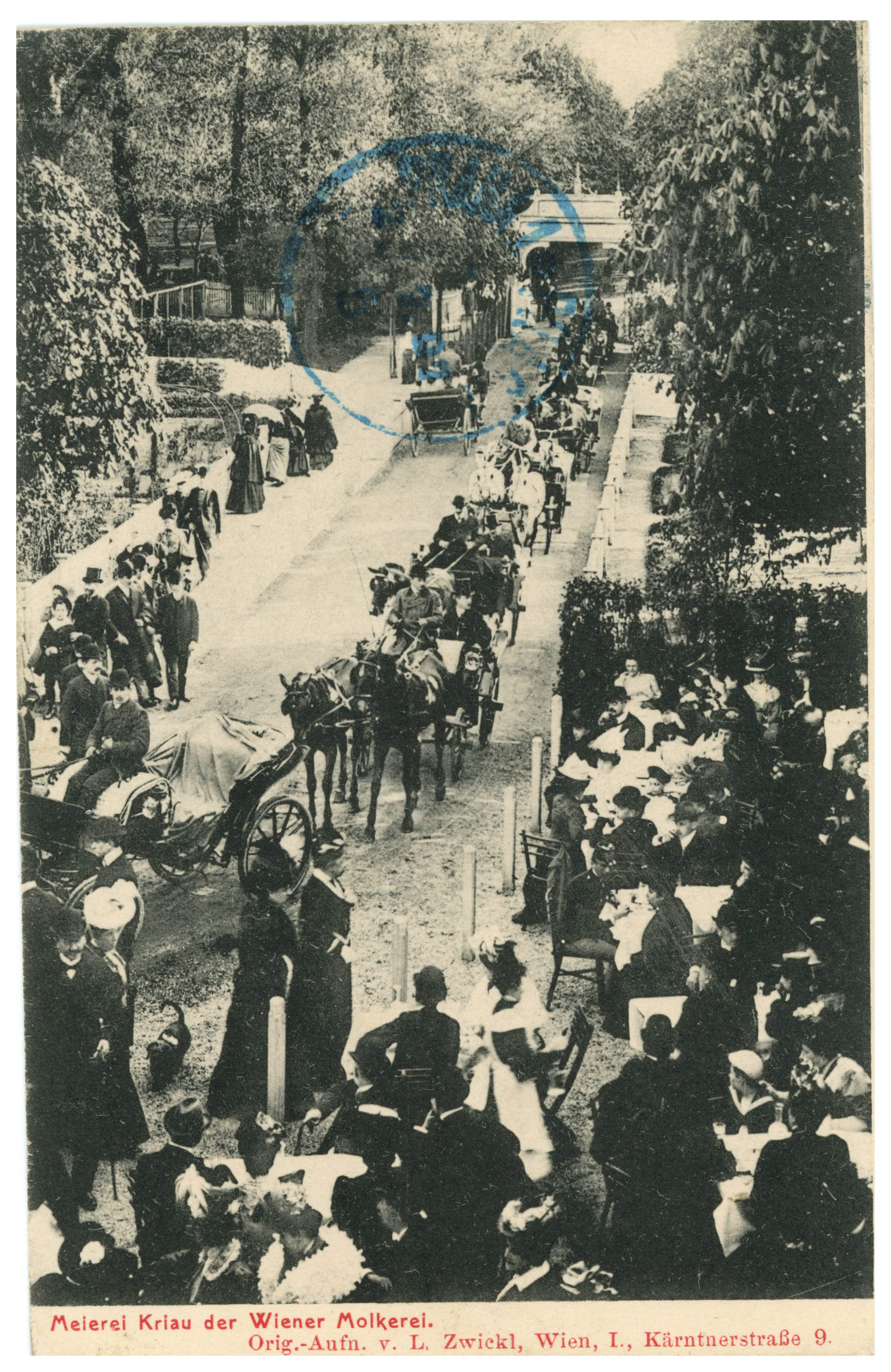
Ansichtskarte der Meierei (1919)

Die Meierei Krieau im Wiener Prater war ein nahe der Trabrennbahn, ehemals in der Grünau (Krieau) gelegenes, 1870 nach der Donauregulierung errichtetes k.u.k. Jagdschloss. Es befand sich am heutigen Olympiaplatz nahe der U2-Station Stadion. Das ehemalige Jagdschloss entwickelte sich – betrieben vom Förster Carl Lenk und seiner Frau – durch Elisabeth, Kaiserin von Österreich zu einer beliebten Jausenstation.

## Geschichte
Auf das 1870 errichtete Jagdschloss im Prater-Auwald wurde als erste Kaiserin Elisabeth aufmerksam, der oftmals das Haus bei ihren Morgenritten im Prater auffiel. Die Kaiserin ließ sich jeden Morgen von Frau Lenk, der Frau des Försters, ein Glas Milch servieren, was sich schnell im Wiener Hof herum sprach. Als immer mehr Gäste vom Hof und Adel – unter anderen Kronprinzessin Stephanie von Belgien – Interesse an dem Jagdschloss zeigten musste der Förster mehr Milchkühe beschaffen, jedoch hatte der Andrang des Adels die Folge, dass sich Kaiserin Elisabeth immer mehr zurückzog und als Gast ausblieb.
Ab Mai 1877 wurde das Jagdschloss nach einer Neueröffnung als Meierei Krieau in der damals genannten Grünau als „eine grüne, von Laub überschüttete Jausenstation“ der Aristokratie und gutbürgerlichen Gesellschaft bekannt. Sprach man vor 1914 von der „Krieau“ so war damit immer die Meierei in der Krieau gemeint. Die Gäste kamen im Wandel der Zeit zu Pferd, mit der Kutsche und später mit dem Automobil.
Berühmt wurde der Gugelhupf aus der Hausbäckerei der Meierei, wie auch das Schlagobers der Krieau, als aristokratische und gutbürgerliche Spezialität der Vorkriegszeit. Besucht wurde die Jausenstation bis 1918 vor allem auch der k.u.k. Tradition wegen. Doch die Wiener Gesellschaft wandelte sich weiter, wenn auch mehr wegen der Modelinie, als politisch.
Paradoxerweise wurde das berühmte Schlagobers und der Jausen Kaffee mit Schlagobers durch den Wandel in der Gesellschaft durch Tee abgelöst. So war es bei Fürstin Pauline von Metternich, die im Sommer mit Ausnahme der Sonntage zum Fünfuhrtee in die Meierei Krieau kam. Ihr Kammerdiener servierte dazu mitgebrachtes Gebäck.
Nicht nur der Wandel in der Gesellschaft brachte den Tee in die Meierei. Während des Ersten Weltkrieges wurde es still in der Krieau, doch ab 1919 kam mit dem neuen Eigentümer der Krieau, der Wiener Gemeindeverwaltung, eine neue Gesellschaft, die sich zur Bestätigung ihres Reichtums in den Lokalen der alten Gesellschaft zeigten. Auch wenn Frau Lenk noch in die 1920er Jahre meinte, das Geschäft in der Meierei Krieau würde „sehr gut laufen“, wurde die alte k.u.k. Gesellschaft der 1870er und 1890er Jahre durch die Gesellschaft der Nachkriegszeit abgelöst, die vor allem wegen der sportlichen Ereignisse auf der Trabrennbahn, Golfplatz, Dressurreiten in die Krieau kam. Im Juli 1931 folgte das Stadion der Stadt Wien als Austragungsort zahlreicher Veranstaltungen und damit entwickelte sich der Volksprater zum Freizeitort für alle.
Am Rande der Geschichte der Meierei Krieau kam es immer wieder zu Beschwerden wegen überhöhter Preise für Milch und Butter. Die jeweiligen Betreiber bzw. Pächter der Meierei Krieau, Carl Lenk und Franz Burger wurden in den 1920er Jahren von Wiener Gerichten jeweils wegen Preistreiberei verurteilt. Carl Lenk verlangte im August 1919 noch 30 Kronen für ein 1/8 Liter saure Milch. Zum Vergleich verlangte man für ein Exemplar einer Tageszeitung im Jahr 1921 4 Kronen. Der Meierei-Pächter Franz Burger verkaufte teure Butter und rechtfertigte sich vor dem Bezirksgericht Leopoldstadt: „Die Kosten für die Regie wären nur durch höhere Preise einzubringen“. Nach dem Tod von Meierei-Restaurateur Carl Lenk im Alter von 60 Jahren am 14. September 1924 ging die Leitung der Meierei in die Gemeindeverwaltung über.
Die Wiener Molkerei „WIMO“ übernahm 1924 die Meierei in der Prater Hauptallee, während die Meier Krieau bereits ab 1901 von der WIMO übernommen als „Meierei Krieau der Wiener Molkerei“ bekannt wurde. Nachdem die Meierei Krieau ab 1919 an die Wiener Gemeindeverwaltung gegangen war, folgte 1931 als neuer Inhaber die Wiener Stadion Betriebsgesellschaft, die ihrerseits zuerst H. Otto Harlass, und danach Lina Schöner als neue Pächterin der Meierei Krieau und der Restaurationsbetriebe im Stadion und Stadionbad beauftragte. Die Geschichte der Meierei Krieau endete in Folge schwerer Schäden durch Kriegseinwirkung im Jahr 1945, die den damaligen Pächter, die Familie Schöner dazu veranlassten den Betrieb – wenn auch aus Altersgründen – nicht mehr aufzubauen und weiterzuführen. Die heutige Meiereistraße in der Leopoldstadt erinnert an die ehemalige Meierei Krieau.
Josef Schöner, der Sohn der Pächterin beschrieb die Schäden des Luftangriffes am 25. März 1945 in seinem Tagebuch als „ein einziger Trümmerhaufen“. Die Meierei Krieau wurde nicht wieder aufgebaut.

## Meierei Prater Hauptallee
Die Meierei Krieau wird oft mit der nahe dem Wurstelprater gelegenen Meierei an der Hauptallee 3 verwechselt, die 1873 ursprünglich als Pavillon der Weltausstellung 1870 errichtet wurde. Als „American Bar“ für die Gäste der Weltausstellung geplant, wurde sie kurze Zeit später in „Leitmeritzer Bierhalle“ umbenannt. Heute nennt sich der Betrieb „Cafe Restaurant Meierei im Prater“.
In einer Werbung der WIMO (Wiener Molkerei) des Jahres 1927 wird die 1924 übernommene Meierei Prater als „Milchkurpavillon der Wiener Molkerei“ genannt. Die Meierei in der Prater Hauptallee wird seit mehreren Generationen von der Familie Holzdorfer betrieben. Friedrich Holzdorfer, geboren 1893, war ein legendärer Praterkönig und zugleich Betreiber des „Geisterschlosses“.